# Vladislav Perutka
Vladislav Perutka (31. března 1911 Uherské Hradiště – 6. května 1945 Vsetín) byl československý důstojník, příslušník 1. československého armádního sboru.

## Život

### Před druhou světovou válkou
Vladislav Perutka se narodil 31. března 1911 v Uherském Hradišti. Mezi lety 1923 a 1927 vystudoval v rodném městě čtyři třídy reálného gymnázia, poté přešel na obchodní akademii, kde studia ukončil v roce 1931. Prezenční vojenskou službu zahájil v roce 1933, absolvoval školu pro důstojníky záloze v Olomouci a do zálohy odešel v hodnosti poručíka. Následně pracoval jako úředník. Během všeobecné mobilizace v roce 1938 byl povolán do armády a sloužil jako velitel roty u pěšího pluku 77.

### Druhá světová válka
Po německé okupaci v březnu 1939 se Vladislav Perutka zapojil do protinacistického odboje v řadách Obrany národa jako člen štábu pro jihovýchodní Moravu. V prosinci 1939 ale byl nucen uprchnout před zatčením a opustit Protektorát Čechy a Morava. Přes Slovensko, Maďarsko, Jugoslávii, Řecko, Turecko, Libanon a Sýrii se dostal do Francie, kde pracoval pro Československý národní výbor. Dne 26. ledna 1940 byl prezentován u československé zahraniční jednotky ve francouzském Agde a zařazen jako velitel pěší čety. Po pádu Francie se v červnu téhož roku evakuoval do Velké Británie, kde u Československé armády působil jako příslušník velitelské zálohy. Absolvoval zdokonalovací kurzy a stáže a v srpnu 1944 se přesunul na východní frontu, aby posílil řady 1. československého armádního sboru. Zúčastnil se Karpatsko-dukelské operace, během které se stal náčelníkem štábu 5. pěšího praporu. Od 30. prosince 1944 zastával funkci zástupce velitele 4. pěšího praporu a od 22. února 1945 zástupce velitele 5. pěšího praporu. Dosáhl hodnosti kapitána. Konce války se nedočkal, dne 3. května 1945 byl ve Vranči u Nového Hrozenkova zasažen palbou ustupujících německých vojáků. Na následky tohoto zranění zemřel 6. května 1945 ve Vsetíně. Zde byl původně i pohřben, jeho ostatky byly následně převezeny do rodného Uherského Hradiště, kde jsou uloženy na hřbitově v místní části Mařatice.

## Ocenění

### Vyznamenání
- Československá medaile za zásluhy I. stupně
- Pamětní medaile československé armády v zahraničí
- 3x Československý válečný kříž 1939

### Posmrtná ocenění
- Vladislav Perutka byl in memoriam povýšen do hodnosti podplukovníka
- Na místě smrtelného postřelení Vladislava Perutky v osadě Vranča mu byl odhalen pomník[2]
- Po Vladislavu Perutkovi byla pojmenována jedna z ulic v rodném Uherském Hradišti